# Héctor Almandoz
Héctor Almandoz, né le 17 janvier 1969 à Morón (Argentine), est un footballeur argentin, qui évoluait au poste de défenseur reconverti entraîneur.

## Palmarès

### Avec Vélez Sarsfield
- Vainqueur de la Copa Libertadores en 1994
- Vainqueur de la Coupe intercontinentale en 1994
- Vainqueur du Championnat d'Argentine en 1993 (Tournoi de clôture)